# Ralf-Guido Kuschy
Ralf-Guido Kuschy, né le 10 mai 1958 à Berlin-Est et mort le 1er janvier 2008 à Berlin, est un coureur cycliste est-allemand, spécialiste de la vitesse sur piste.

## Biographie
Ralf-Guido Kuschy est membre du TSC Berlin dans les années 1970 et 1980. Il se met au cyclisme sous les conseils de son voisin Siegfried Köhler, qui l'emmene à plusieurs reprises à des courses cyclistes et l'encourage à prendre une licence. Il obtient sa première victoire quatre ans après le début de l'entraînement, lors d'une course sur piste à Berlin. 
En 1975, il est médaillé de bronze aux premiers championnats du monde de vitesse juniors (moins de 19 ans) derrière l'Argentin Ottavio Dazzan et l'Allemand de l'Ouest Gerhard Scheller. L'année suivante, il est battu en finale des mondiaux juniors par son compatriote Lutz Hesslich. En 1979, il gagne le  Grand Prix de Tchécoslovaquie à Brno devant Heßlich.
Lors des championnats d'Allemagne de l'Est sur piste, il obtient douze podiums (5 en argent et 7 en bronze), mais sans remporter de titres, car il est régulièrement devancé par Hesslich et Michael Hübner.
En 1983, il est à Zurich quatrième des mondiaux de vitesse amateurs. En 1985 et 1986, il obtient la médaille de bronze des mondiaux de vitesse amateurs, derrière ses compatriotes Lutz Hesslich et Michael Hübner. En 1986, il reçoit le bronze de l'Ordre du mérite patriotique.
Après la fin de sa carrière en 1990, il reste dans le monde du cyclisme et travaille comme vendeur et mécanicien de vélos.
Le 1er janvier 2008, il est renversé près de son appartement dans la Landsberger Allee à Berlin alors qu'il roule sur son vélo. Il meurt plus tard des suites de ses blessures à 49 ans.

## Palmarès

### Championnats du monde
- Le Chalet-à-Gobet 1975 (juniors)
  -  Médaillé de bronze de la vitesse juniors
- Liège 1976 (juniors)
  -  Médaillé d'argent de la vitesse juniors
- Zurich 1983
  - 4e de la vitesse amateurs
- Bassano del Grappa 1985
  -  Médaillé de bronze de la vitesse amateurs
- Colorado Springs 1986
  -  Médaillé de bronze de la vitesse amateurs

### Autres compétitions
- Grand Prix de Tchécoslovaquie en 1979